# آدم فيلا
آدم فيلا (بالإنجليزية: Adam Vella) هو لاعب رماية أسترالي، ولد في 12 يونيو 1971 في ملبورن في أستراليا.

## وصلات خارجية
- آدم فيلا على موقع الاتحاد الدولي (الإنجليزية)
- آدم فيلا على موقع اللجنة الأولمبية الدولية (الإنجليزية)
- آدم فيلا على موقع أوليمبيديا (الإنجليزية)
- آدم فيلا على موقع اللجنة الأولمبية الأسترالية (الإنجليزية)
- آدم فيلا على موقع اتحاد ألعاب الكومنولث (مؤرشف) (الإنجليزية)
- آدم فيلا على موقع اتحاد ألعاب الكومنولث (مؤرشف) (الإنجليزية)
- آدم فيلا على موقع دورة ألعاب الكومنولث 2006 (مؤرشف) (الإنجليزية)